# N5 Now
N5 Now es una empresa de software especializada en el Sector Financiero. N5 Now, fundada en agosto de 2017, desarrolla sistemas que se integran con la infraestructura heredada existente, ofreciendo herramientas que permiten a las instituciones financieras realizar la transición a plataformas digitales.

## Historia
N5 Now fue fundada en 2017 por el exejecutivo de Santander, Julián Colombo, quien se desempeña como director general de la empresa. La empresa se centraba inicialmente en empresas de tecnología financiera, pero pronto comenzó a prestar servicios a bancos y aseguradoras tradicionales.
En 2021, N5 Now fue reconocida como Startup del Año en América Latina por Microsoft. En julio de 2022, la empresa recibió otro premio de Microsoft, «Mejor Plataforma 2022» por el diseño de la plataforma para Openfinance (Openbanking y Openinsurance).
En septiembre de 2023, N5 consiguió inversiones de varias empresas de capital riesgo, entre ellas Illuminate Financial, Exor Ventures, Madrone Capital Partners, LTS Investments y ArpexCapital.
En 2024, la empresa ha lanzado herramientas de inteligencia artificial diseñadas específicamente para el sector financiero que pueden integrarse en cualquier sistema central, CRM o BPM.

## Actividades
La plataforma N5 Now integra los canales, procesos y sistemas back-end, como CRMs, BPMs, incentivos y Omnichannel.
La empresa está presente en 15 países de América Latina, Europa y Estados Unidos.  Entre sus clientes se encuentran Mastercard, Santander, Credicorp, Zurich Insurance, Atlas Bank y N26.
N5 tiene su sede central en Buenos Aires, Argentina. Julián Colombo es el director general de la empresa.